# Zapadnoaramejski jezici
Zapadnoaramejski jezici, maleni ogranak aramejskih jezika koji se govore na područjima Palestine (Zapadna obala i Gaza) i Sirije. Obuhvaća svega dva jezika od kojih je jedan izumro, a drugim govori oko 15 000 ljudi (1996) u Siriji. Predstavnici su zapadni novoaramejski [amw], izumrli Samarijanski aramejski [sam] † i povijesni jezik židovski palestinski aramejski [jpa].
Zajedno sa 17 istočnoaramejskih jezika čini aramejsku skupinu centralnosemitskih jezika.

## Vanjske poveznice
- Ethnologue (14th)
- Ethnologue (15th)
- Tree for Western Aramaic  Arhivirana inačica izvorne stranice od 25. prosinca 2009. (Wayback Machine)